# Miya-mairi
Miya-mairi (jap. 宮参り) – japońskie słowo oznaczające złożenie wizyty w chramie shintō, w celu modlitwy, uczczenia bóstw opiekuńczych (kami), uczestniczenia w jednej z tradycyjnych ceremonii. 
Ma ono dwa znaczenia: 

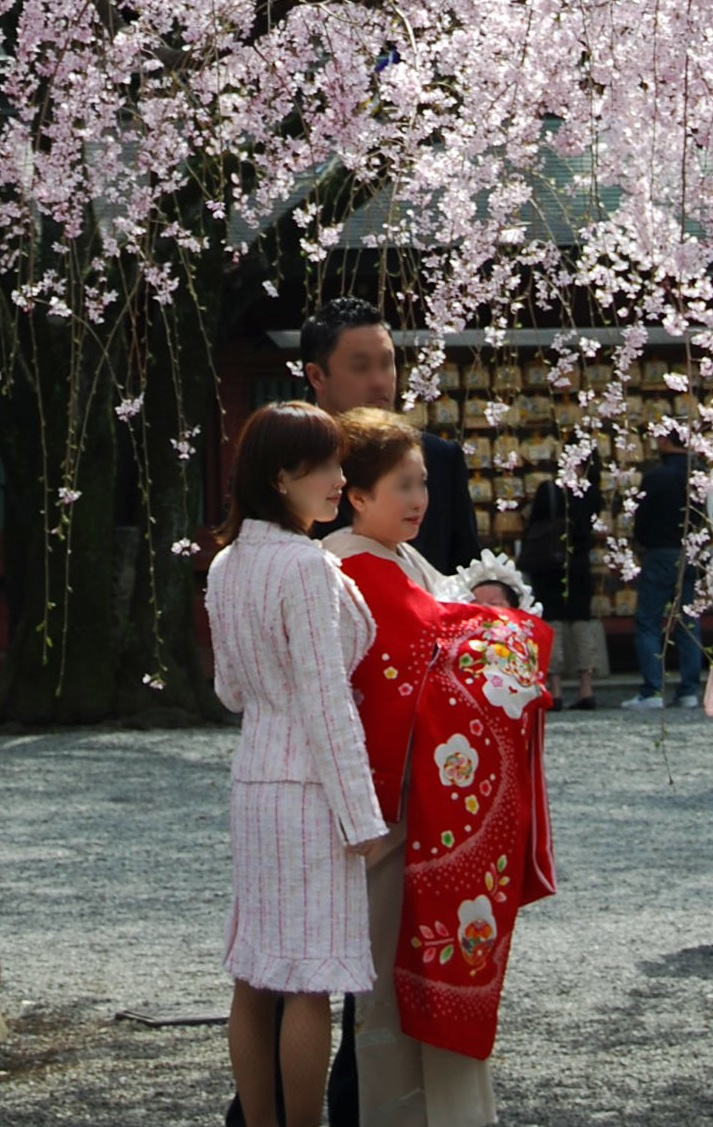
Rodzina podczas ceremonii o-miya-mairi

- 1. pojęcia ogólnego, oznaczającego każdą wizytę w chramie;
- 2. jest skróconą formą zwrotu hatsu-miya-mairi (jap. 初宮参り) związanego ze zwyczajem polegającym na zaniesieniu po raz pierwszy niemowlęcia do chramu i modlitwie o jego zdrowy rozwój. Zgodnie z tradycją dziecko trzyma na rękach babcia. Obrzędu tego dokonuje się 30 dni po narodzinach chłopca i 33 dni w przypadku dziewczynki[1].

W obu powyższych przypadkach używa się także zwrotu o-miya-mairi, gdzie "o" jest prefiksem honoryfikatywnym, używanym w języku japońskim do wyrażania szacunku lub uprzejmości wobec osób, zjawisk, sytuacji, przedmiotów itp.